# António Ramos Rosa
Pour les articles homonymes, voir Ramos et Rosa.
Œuvres principales
- Le livre de l'ignorance
- Le Dieu nu
- Respirer l'ombre vive
- L’apprenti secret

António Ramos Rosa, né le 17 octobre 1924 à Faro et mort le 23 septembre 2013 à Lisbonne, est un écrivain, poète et essayiste portugais. Il est considéré comme l'une des grandes figures de la poésie portugaise contemporaine.

## Biographie
Il naît à Faro dans l'Algarve en 1924. Sa région natale constitue l'essence de son inspiration. Il déménage ensuite à Lisbonne où il se consacre à la poésie. Ses textes expriment son rejet de l'oppression sociale et celui de la condition humaine.
En 1951, il fonde la revue Arvore, qui devient un moyen d'expression pour de grandes plumes de la poésie française comme René Char et Paul Éluard. Il est emprisonné sous le régime d'António de Oliveira Salazar, l'Estado Novo, qu'il désapprouve.
Au cours d'une carrière longue de trente-cinq ans, il signe pas moins d'une centaine d'œuvres, dont Le livre de l'ignorance et le Dieu nu qui lui valent d'obtenir le prix Pessoa, la plus haute distinction littéraire au Portugal, en 1988.
En 1990, il remporte le grand prix international de la poésie.
Il meurt à Lisbonne le 23 septembre 2013 des suites d'une pneumonie.

## Distinctions
- Grand officier de l'ordre de Sant'Iago de l'Épée

## Œuvres

### Traductions françaises
- L'apprenti secret, traduit du portugais par Magali Montagné de Carvalho, Mazamet, Babel, 2005
- António Ramos Rosa (trad. Michel Chandeigne), Respirer l’ombre vive, Paris, Lettres vives, coll. « Terre de Poésie », 2000 (ISBN 978-2-903721-92-3).
- António Ramos Rosa (trad. Michel Chandeigne, préf. Robert Bréchon), Le cycle du cheval suivi d’ Accords, Paris, Gallimard, coll. « Poésie N°325 », 1998 (ISBN 978-2-07-040321-9).
- À la table du vent, traduit du portugais par Patrick Quillier, préf. de Robert Bréchon, Nantes, Le Passeur-CECOFOP, 1995
- António Ramos Rosa (trad. du portugais par Michel Chandeigne), Stries, Lausanne, éditions Pierre-Alain Pingoud (PAP), 1993 (ISBN 2-88366-020-4).
- Clameurs, Éd. Spectres familiers, 1993
- Le cycle du cheval, traduit du portugais par Michel Chandeigne, préf. de Robert Bréchon, Le Muy, Éd. Unes, 1993
- António Ramos Rosa (trad. Michel Chandeigne, préf. Robert Bréchon), Le livre de l’ignorance, Paris, Lettres vives, coll. « Terre de poésie », 1991 (ISBN 978-2-903721-44-2).
- António Ramos Rosa (trad. Michel Chandeigne, préf. Roger Munier), Le Dieu nu (I), Paris, Lettres vives, coll. « Terre de poésie », 1990 (ISBN 978-2-903721-38-1).
- António Ramos Rosa (trad. Michel Chandeigne, préf. Michel Chandeigne), Animal regard, Le Muy, Éditions Unes, 1987 (ISBN 2-87704-018-6).